# Emil Turban
Emil Turban (* 2. Dezember 1886 in Rastatt; † 1973 in Glarus) war ein deutscher Verwaltungsbeamter.

## Werdegang
Turban kam als zweitältester Sohn des Juristen Ludwig Turban d. J. (1857–1930) und der Amalie Turban geb. Wundt (1860–1942) zur Welt. Er war zunächst im badischen Staatsdienst tätig. 1927 wurde er als Regierungsrat und ständiges Mitglied vom Reichsversicherungsamt übernommen und 1929 zum Oberregierungsrat befördert. Er übernahm 1936 die Geschäftsführung der Südwestdeutschen und 1939 die der Süddeutschen Holzberufsgenossenschaft.
Unter seiner Leitung erfolgte nach 1949 der Wiederaufbau der kriegszerstörten Verwaltungsgebäude in München und Stuttgart. Zudem war er bis 1957 Vorsitzender des Prüfungsausschusses, Landesausbildungsleiter im Landesverband Bayern der gewerblichen Berufsgenossenschaften und Vorsitzender des Ausschusses zur Aufstellung der einheitlichen Prüfungsaufgaben für die Prüfungsklausuren.
Er war Mitglied der Studentenverbindung Rupertia Heidelberg.

## Ehrungen
- 1958: Verdienstkreuz 1. Klasse der Bundesrepublik Deutschland

## Quelle
- Bundesarchiv B 122/38473